# Plac Powstańców Wielkopolskich we Wrocławiu

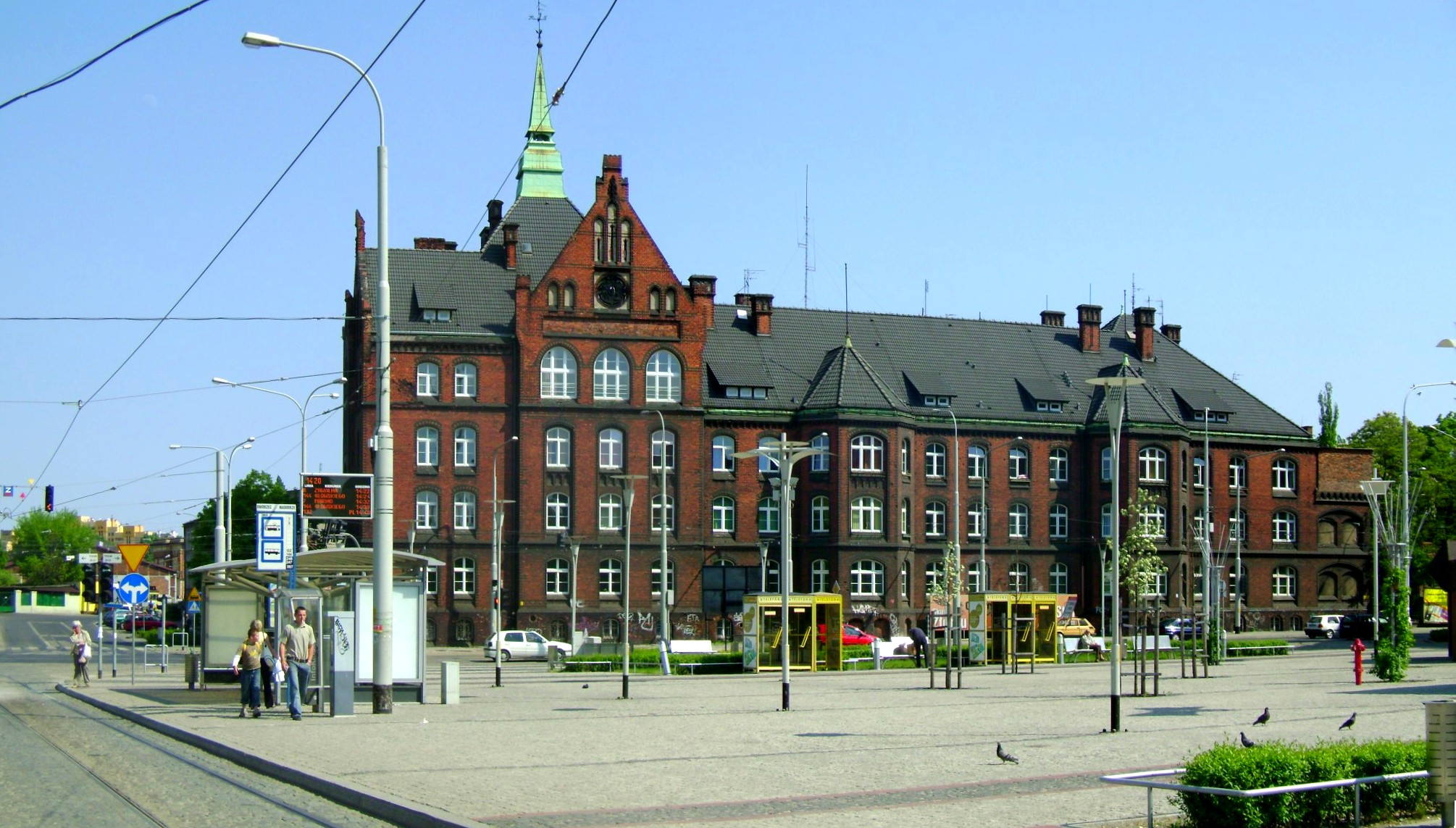
Plac, w tle szpitalu-zab.

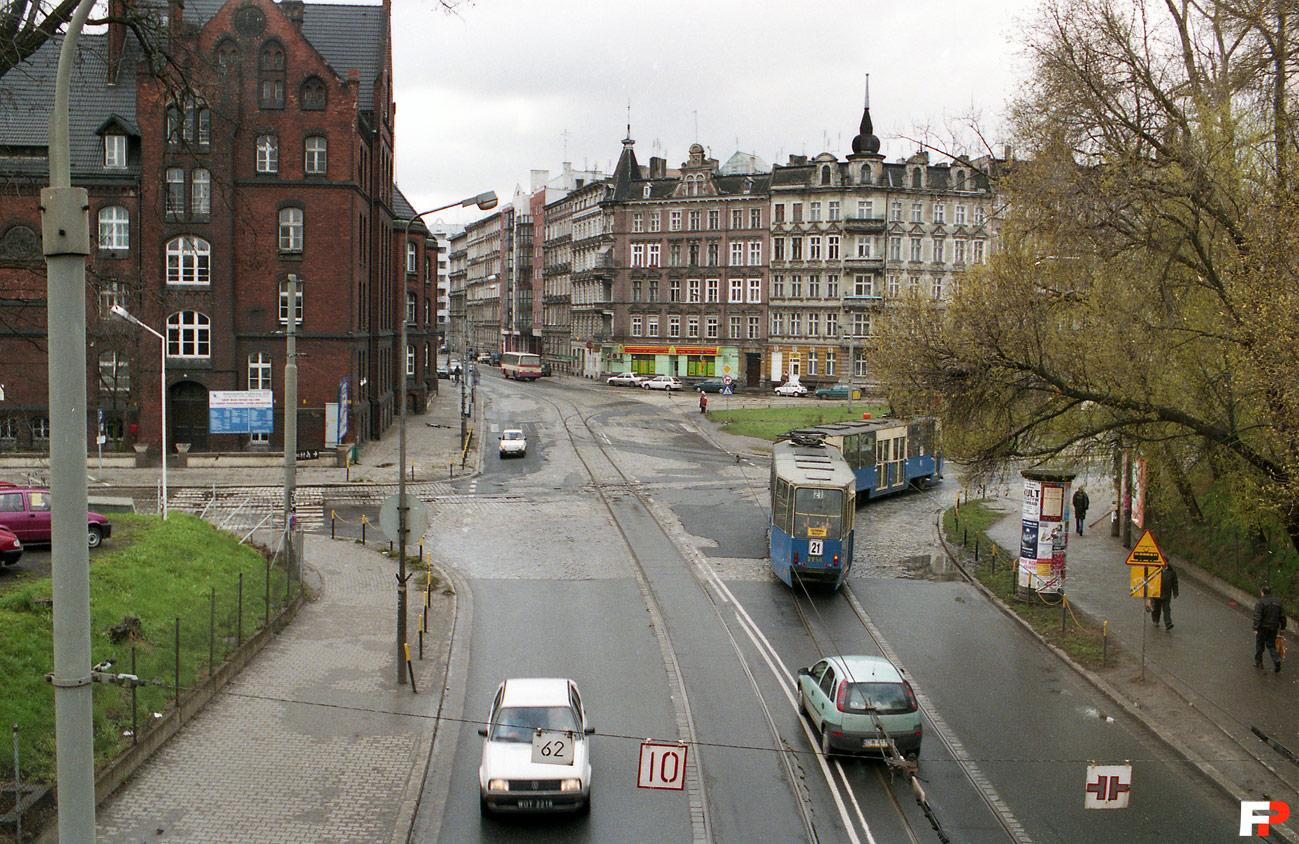
Ul. Trzebnicka (widok z wiaduktu).

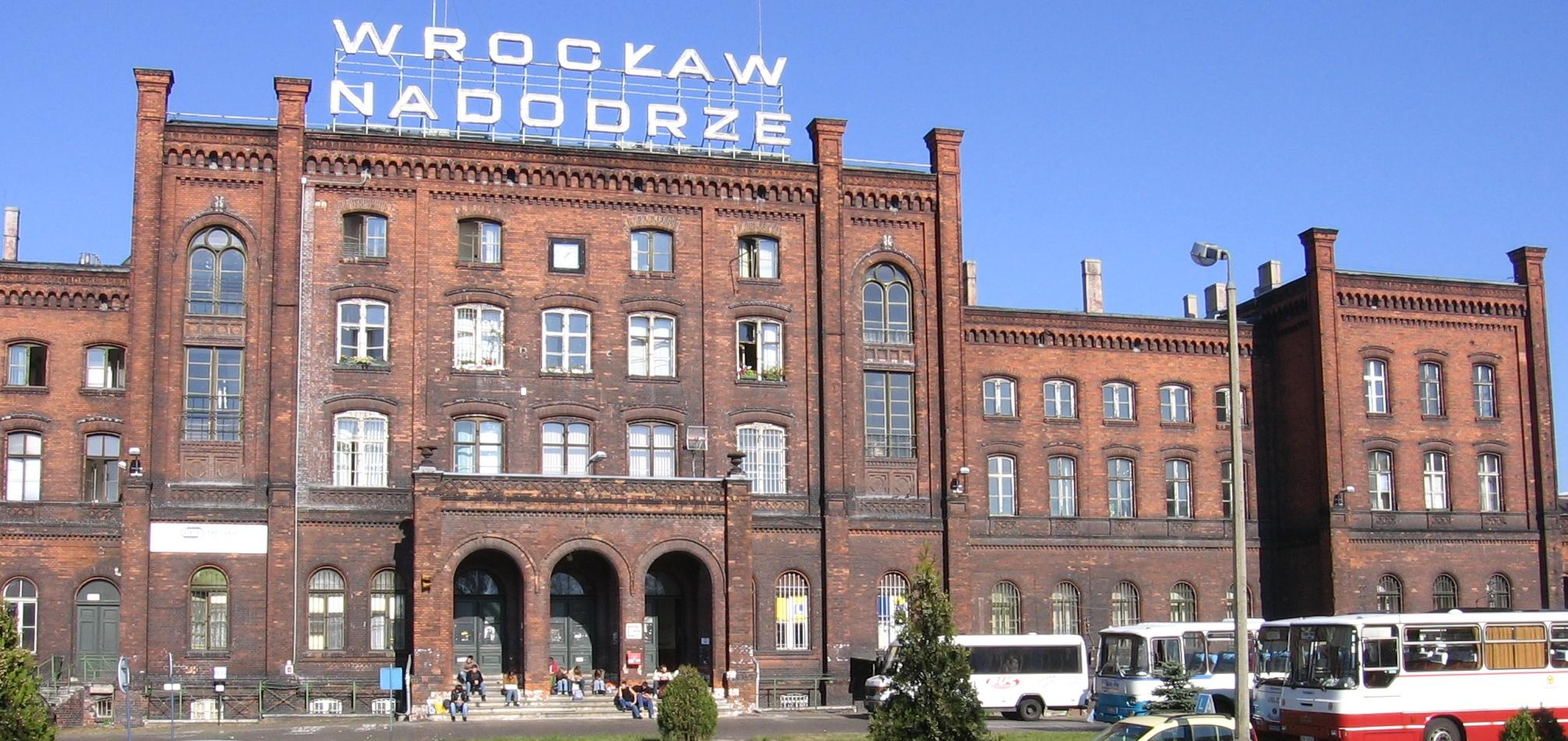
Dworzec Wrocław Nadodrzeu-zabwn.

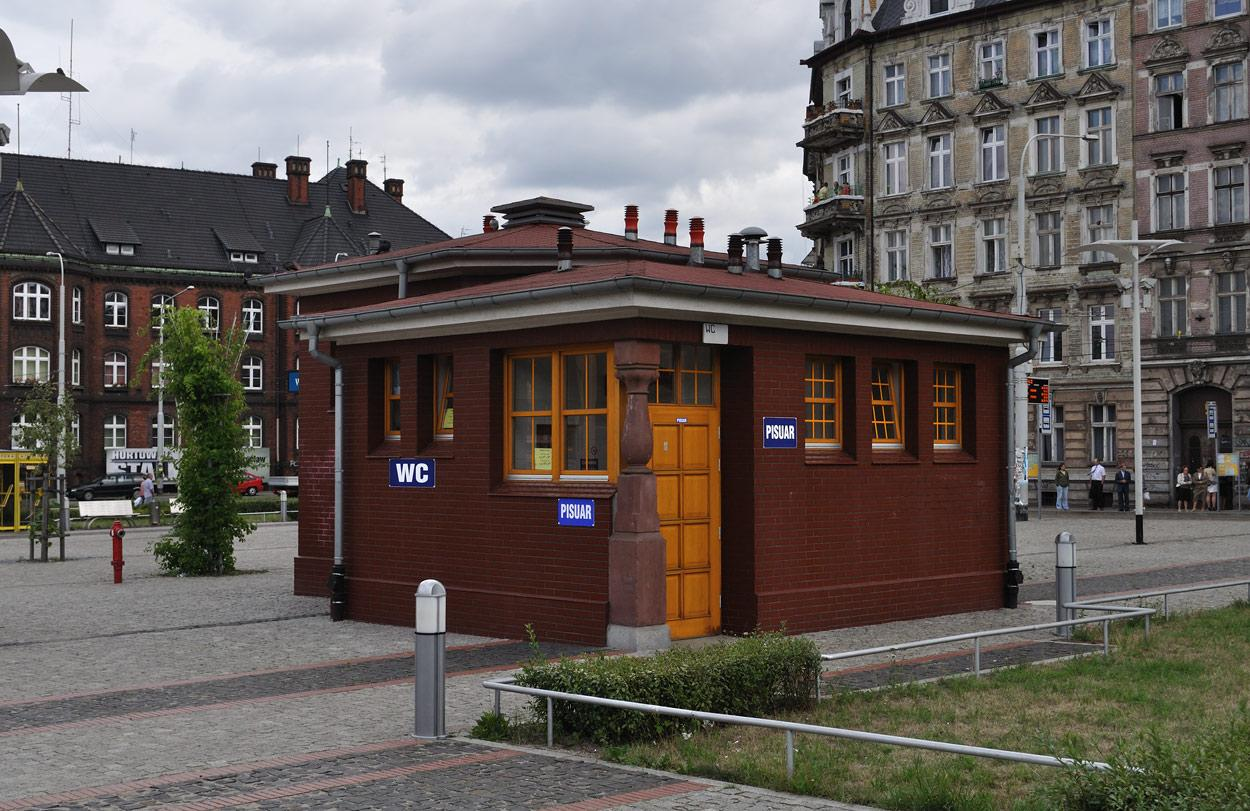
Szalet.

Plac Powstańców Wielkopolskich (Trebnitzer Platz, Trzebnicki, Nadodrze) – plac położony we Wrocławiu na osiedlu: częściowo Nadodrze (dawniej Przedmieście Odrzańskie, Oder Vorstadt), a częściowo Kleczków, w obrębie dzielnic: Śródmieście i Psie Pole. Plac ma kształt zbliżony do trapezu. Uznawany jest za ważny węzeł komunikacyjny miasta.

## Historia
Obszar na którym położony jest plac włączony został do miasta w 1808 roku. W 1868 r. przeprowadzono inwestycję obejmującą budowę Kolei Prawego Brzegu Odry, w ramach której wybudowano w tym rejonie dworzec kolejowy Wrocław Nadodrze. Ta inwestycja miała decydujący wpływ na obecny kształt placu, położonego na południe od linii kolejowej i wiaduktu nad ulicą Trzebnicką. Ulica ta stanowiła początkowy fragment tzw. Szosy Trzebnickiej, łącząc plac Świętego Macieja z Mostami Trzebnickimi. W rejonie placu łączy się ona z ulicą Olbińską, skróconą w związku z budową linii kolejowej. Tu niegdyś znajdowała się jedna z rogatek miejskich Wrocławia.
Za tą ulicą wschodnią pierzeję placu stanowi gmach Szpitala Zarządu Służby Zdrowa Ministerstwa Spraw Wewnętrznych. Budynki powstały w latach 1848-1852 na potrzeby utworzonego tu przytułku fundacji Claassena. Rozbudowa kompleksu nastąpiła w latach 1894-1895. Po II wojnie światowej obiekty przekazano Ministerstwu Spraw Wewnętrznych, które przeznaczyło je dla potrzeb utworzenia szpitala resortowego. Budynki i zespół parkowy wpisane są do rejestru zabytków.

## Ulice i zabudowa
Do placu przypisane są ulice o długości ok. 305 m. Jak wyżej wspomniano na wschód od placu przebiega z południa na północ ulica Trzebnicka, a także bierze swój początek ulica Ołbińska. Na południowym zachodzie placu w kierunku południowym (równolegle do ulicy Trzebnickiej) wychodzi z placu ulica Bolesława Chrobrego. Południowa i południowo-zachodnia pierzeja zabudowane są kamienicami czynszowymi z końca XIX wieku. Na północy przebiega wyżej opisana linia kolejowa z Wrocławia do Oleśnicy i dalej między innymi na Górny Śląsk. Natomiast na zachodzie plac łączy się z placem Stanisława Staszica, którego centralny obszar zajmuje Park Stanisława Staszica. W północno-zachodnim narożniku położony jest dworzec kolejowy Wrocław Nadodrze. Tu także zlokalizowane są przystanki autobusowe do obsługi połączeń lokalnych. Z placu wybiegają liczne linie tramwajowe: na północ ulicą Trzebnicką, na wschód ulicą Słowiańską oraz Ołbińską do zajezdni nr 3, na południe ulicą Bolesława Chrobrego, na południowy wschód przez plac Stanisława Staszica. Torowiska okalają także centralny kwartał placu. Na samym placu zlokalizowano przystanki stanowiące dla dworca centrum przesiadkowe dla pasażerów. Przypisano im nazwę Dworzec Nadodrze  . Na placu znajduje się szalet miejski .

## Nazwy placu
Plac w swojej historii nosił następujące nazwy:
- Trebnitzer Platz
- Trzebnicki
- Nadodrze[c]
- Plac Powstańców Wielkopolskich.